# Cydistomyia limbatella
Cydistomyia limbatella är en tvåvingeart som först beskrevs av Mario Bezzi 1928.  Cydistomyia limbatella ingår i släktet Cydistomyia och familjen bromsar.
Artens utbredningsområde är Fiji. Inga underarter finns listade i Catalogue of Life.